# ドイツ語から英語への借用
ドイツ語から英語への借用（ドイツごからえいごへのしゃくよう）は、比較的近年のものが多い。ドイツ語と英語は、どちらもゲルマン語派西ゲルマン語群に属し、約2000年ほど前までは同じ言語であった。しかし1066年のノルマン征服によって、ノルマン人の話していた中世フランス語がイングランドの公用語となり、多くの単語が流入され、英語とドイツ語の違いが明確となった。しかし近年、現在のドイツ語から多くの単語が流入している。なお英語とドイツ語で発音の違う物も存在する。

## 主なドイツ語由来の英単語
- kindergarten（幼稚園）
- lager（ラガービール）
- hinterland（内陸地）
- kaiser（皇帝） - emperorと同義。
- gegenschein（対日照）
- lebensraum（生存圏）
- hamburger（ハンバーガー）
- zwieback（ラスク）
- zeitgeist（時代精神、思潮）